# Cappella di San Michele (Marburgo)
La Cappella di San Michele è un edificio sacro dedicato a San Michele Arcangelo, situato nella città di Marburgo. Si tratta di una cappella gotica di pellegrinaggio, adibita anche a cimitero, che fu costruita dall'Ordine Teutonico nel 1270 di fronte alla Chiesa di Santa Elisabetta.

## Posizione
La cappella si trova a ovest della chiesa di Santa Elisabetta, su una piccola collina sotto la cosiddetta Augustenruhe. Oggi si trova sopra l'incrocio tra Elisabethstraße e Ketzerbach ed è raggiungibile attraverso Friedrich-Siebert-Weg.

## Storia
L'Ordine Teutonico iniziò la costruzione della cappella nel 1268 e fu menzionata per la prima volta nello stesso anno in un documento dell'arcivescovo di Magonza, Werner von Eppstein. In questo documento si affermava che, a chiunque avesse visitato la chiesa, sarebbero stati perdonati 40 giorni di penitenza. La chiesa venne consacrata il 30 aprile 1270 da Dietrich von Wierland, vescovo dell'Ordine Teutonico. Un'altra menzione è contenuta in una lettera di indulgenza del 1271. A partire dal 1319, la cappella ricevette donazioni che servirono, tra l'altro, a pagare un altare e la lampada eterna ardente nel cimitero. Le donazioni provenivano dalla cerchia dell'Ordine Teutonico e dal clero locale. L'altare fu consacrato nel 1336. Nel periodo successivo, le informazioni sulla storia della cappella sono scarse. Dal 1476 al 1526 fu utilizzata dalla Confraternita del Rosario di Marburgo per le funzioni domenicali. Fino alla Riforma protestante, la cappella fu utilizzata anche come cappella ospedaliera.

### Dopo la Riforma protestante
Con la Riforma, la cappella e il cimitero passarono alla città di Marburgo come proprietà cattolica espropriata. Il cimitero, in particolare, divenne nuovamente necessario quando il cimitero della chiesa parrocchiale divenne sovraffollato nel 1530 e fu necessario riaprire il cosiddetto Michelshof. Tuttavia, la cappella cadde in rovina: presto non ci furono più porte e finestre, il tetto e il suo cavaliere furono danneggiati e, di conseguenza, l'acqua piovana penetrata danneggiò le volte a crociera. Il rudere che ora si trovava era utilizzato come deposito di fieno e legna, il muro di cinta del cimitero come cava. Il restauro della cappella iniziò nel 1583 e si protrasse per anni: fu riparato il tetto, fu aggiunta la torretta di colmo che esiste oggi, fu riparato l'interno danneggiato e dotato di nuovi banchi, un pulpito e una galleria. Questo grazie soprattutto al sostegno e al finanziamento del professor Petrus Nigidius di Marburgo. Tuttavia, l'ossario non fu riparato e dovette essere demolito nel 1628 dopo che la caduta di alcune parti danneggiò gravemente una casa sottostante. Nel XVII secolo, solo i cittadini del distretto dell'Ordine Teutonico erano tenuti a utilizzare la cappella di San Michele; tutti gli altri si recavano alla chiesa parrocchiale di Marburgo. La campana della cappella, che dal 1653 doveva suonare per le funzioni nella chiesa parrocchiale dopo che la sua campana era stata distrutta nella Guerra dei trent'anni, tornò ad avere una certa importanza.  Intorno al 1800, la cappella era di nuovo in cattive condizioni, tanto che si discusse di trasformarla in un ospedale.

### Restauro
Anche l'interno e l'esterno della cappella sono stati ristrutturati più volte nel XXI secolo. Nel 2009, durante i lavori di ristrutturazione degli interni, è stato scoperto il dipinto di cui sopra sulla parete nord. Nel 2020, la torre e la guglia sono state ristrutturate per un costo di circa 250.000 euro. Il rivestimento in ardesia, così come in alcuni punti del tetto, si era staccato e doveva essere sostituito.

## Descrizione dell'edificio

### Area esterna
La cappella fu costruita in stile gotico con pietre di cava. Il tetto in ardesia è coronato da una torretta di colmo con cupola ondulata. L'attuale costruzione del tetto risale al 1583. Intorno all'edificio, soprattutto sul retro, sono appese le lapidi del vecchio cimitero. L'ingresso attuale si trova sul lato sud dell'edificio, mentre quello sul lato nord è chiuso. L'abside della chiesa è rinforzata all'esterno con pilastri annessi lungo il pendio.

### Area interna

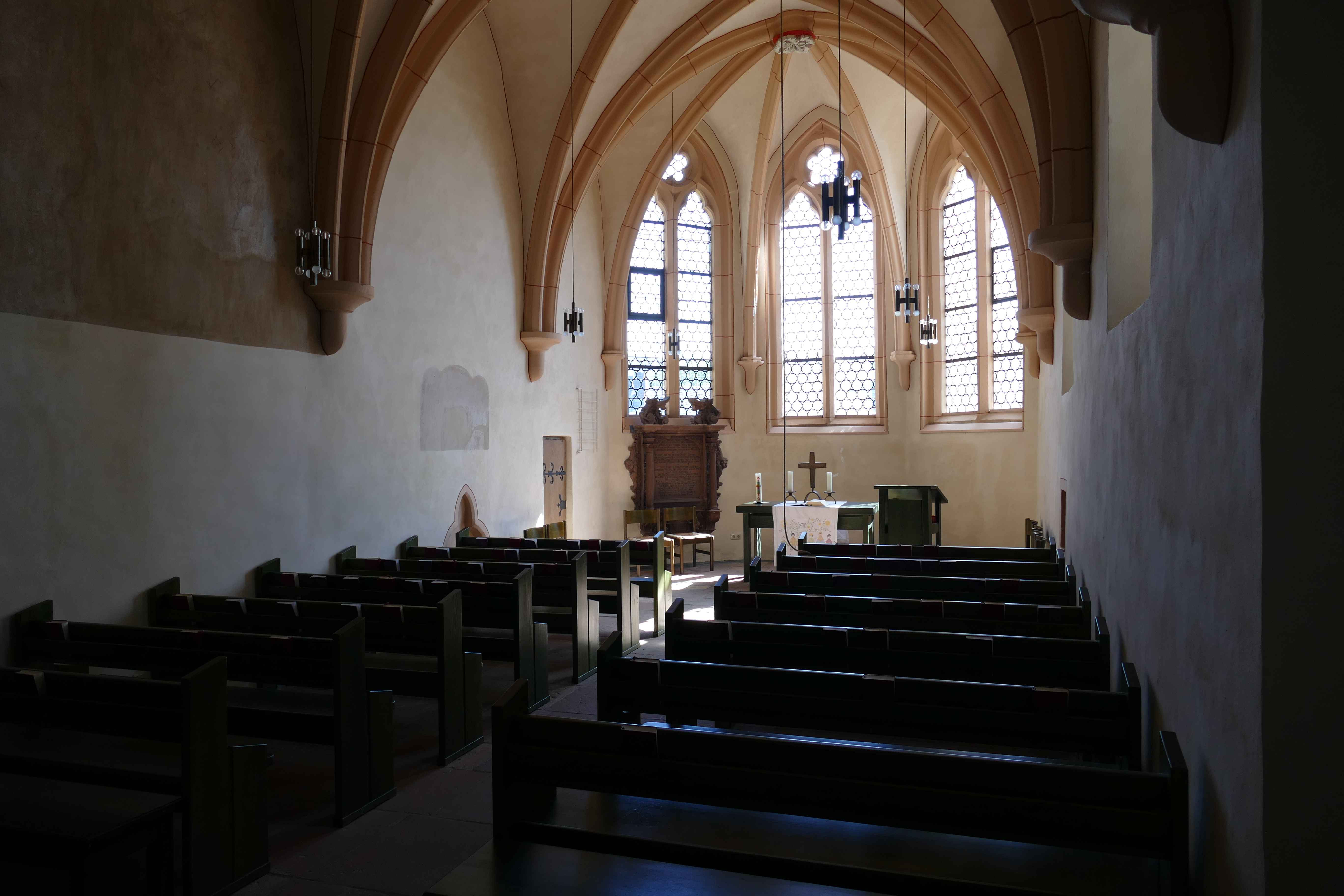
Veduta interna della Cappella di San Michele, in direzione dell'altare

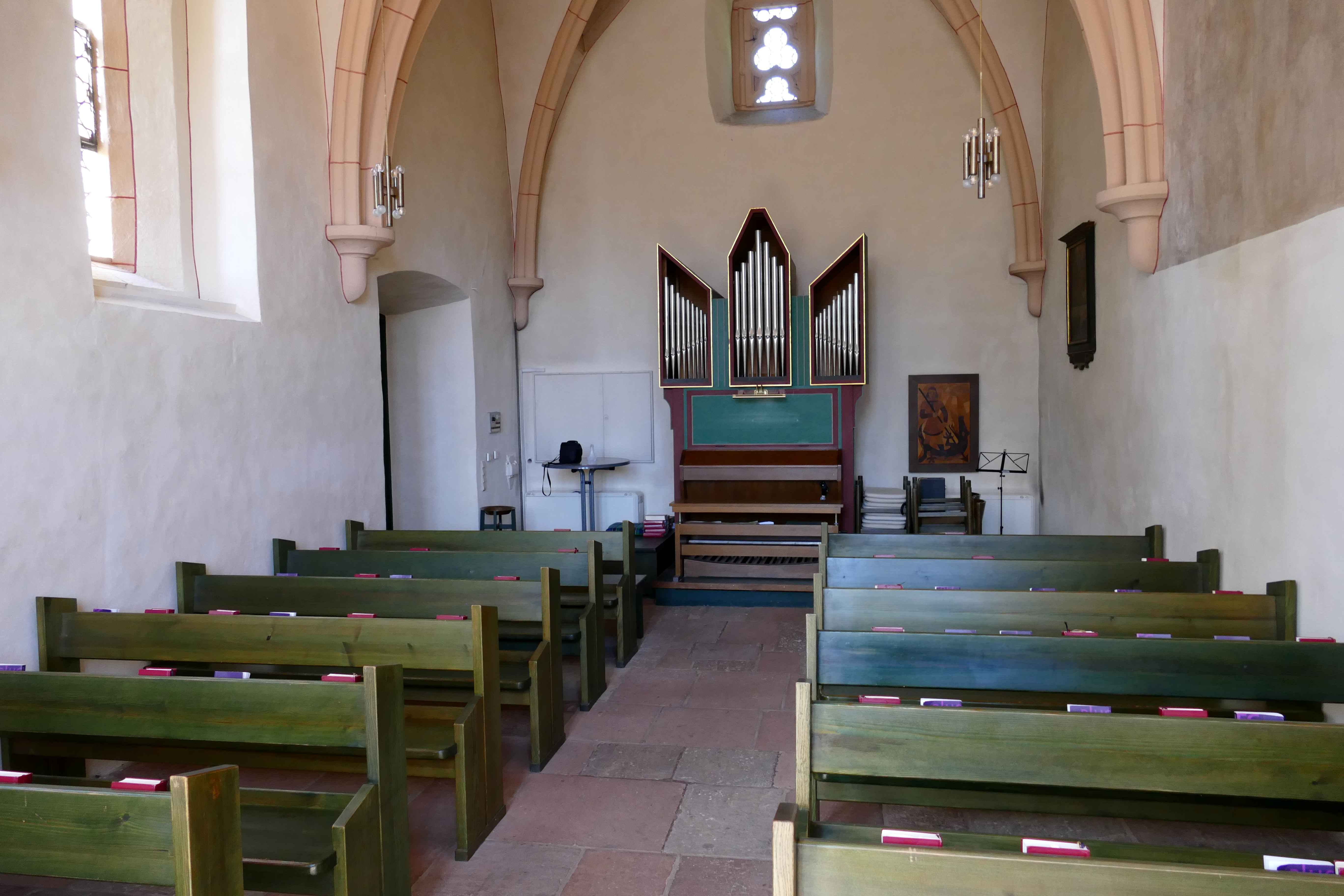
Vista interna in direzione dell'organo

La cappella è costituita da un unico ambiente, una piccola botola permette di accedere alla capriata del tetto e una corda appesa nella navata fa suonare la campana. L'edificio a navata unica (chiesa a sala) è a tre campate. Le volte a crociera sono coronate da una chiave di volta rotonda con decorazioni floreali bianche su sfondo colorato. A lato dell'abside si trova una porta inserita; probabilmente in passato vi era anche una galleria. L'abside con chiusura a cinque quarti presenta tre grandi finestre ad arco, la parete sud ne ha altre due e la parete nord è chiusa. Si trattano di finestre a traforo, simili a quelle della Chiesa di Santa Elisabetta. Un arco a volta è stato lasciato a vista sulla parete nord durante i lavori di restauro, durante i quali le pareti sono state ridipinte e gli archi in pietra riparati. Vi si possono vedere i resti di un antico dipinto, la raffigurazione di San Cristoforo con il Bambino Gesù in braccio, scoperto nel 2009. Nel pavimento in pietra sotto le file di sedili si trovano alcune vecchie lapidi, tra cui quella di Justus Vultejus. Sotto la finestra sinistra dell'abside si trova una lapide di Johann Michael Walleber, capomastro e muratore del palazzo dell'Alto Principe, e di sua moglie del 1711. L'organo della cappella si trova di fronte all'abside e direttamente dietro l'ingresso. Werner Bosch costruì il positivo nel 1962 con quattro fermate su un manuale e un pedale collegato.

## Il cimitero dei pellegrini

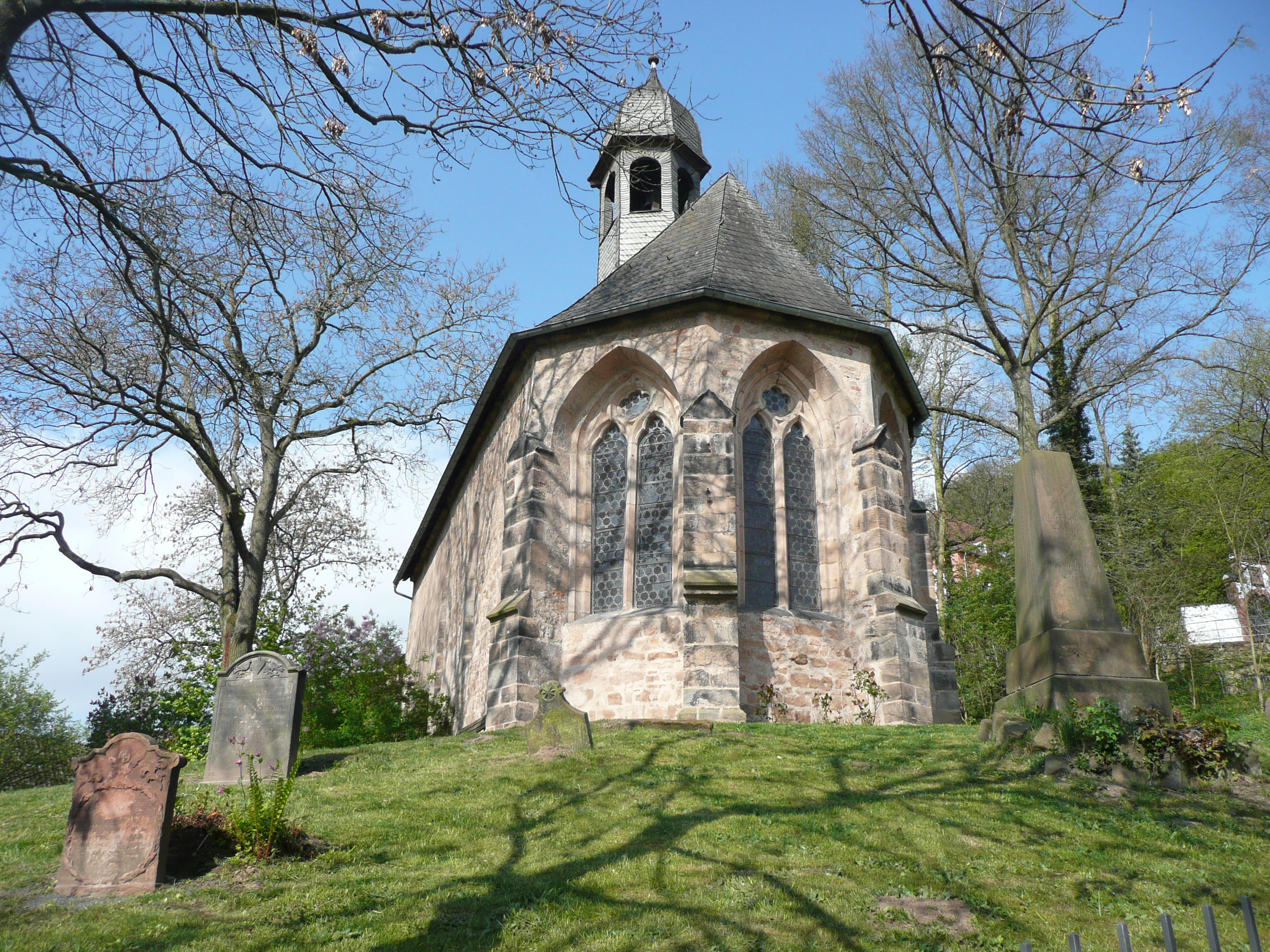
Cappella di San Michele con lapidi

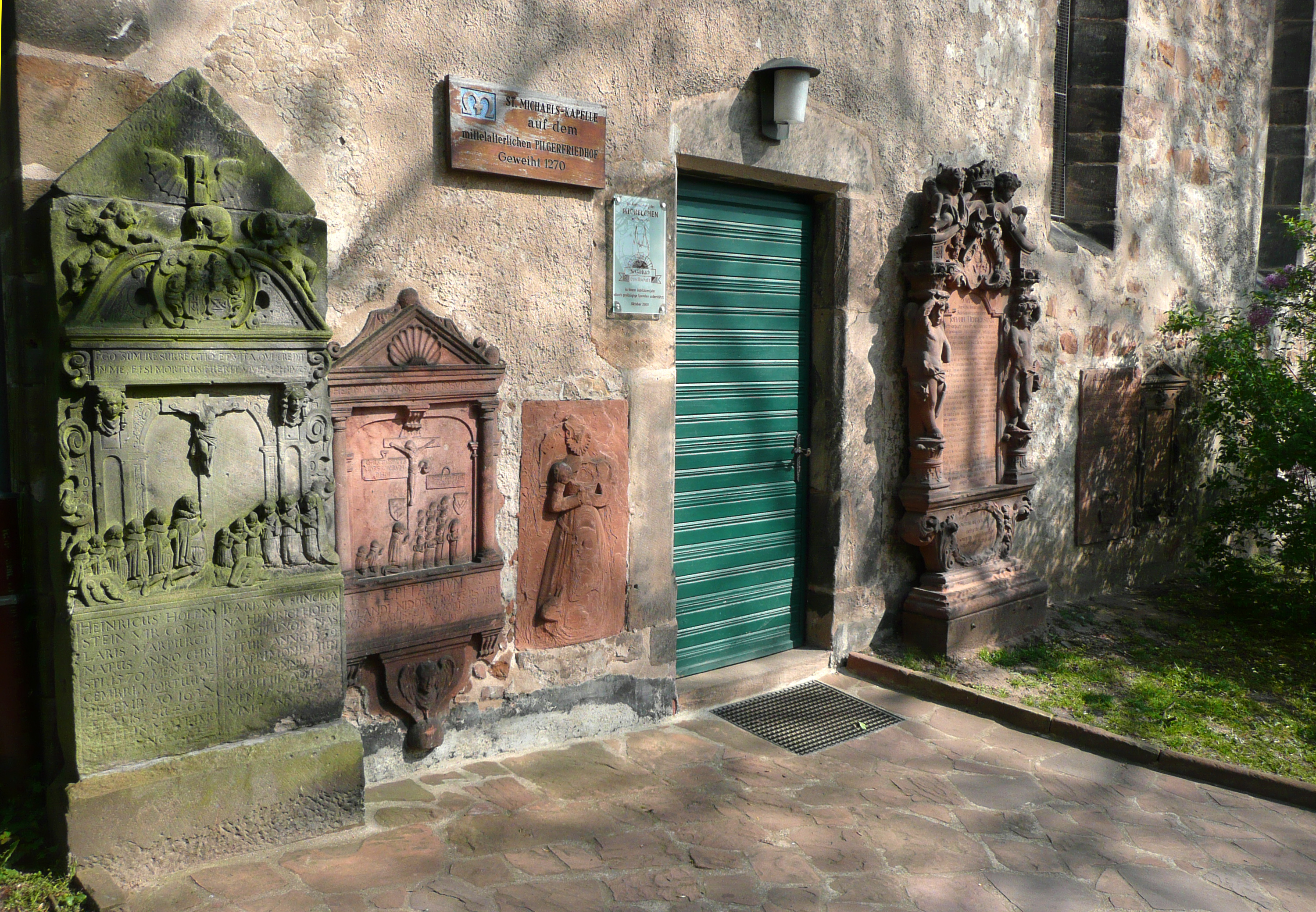
Ingresso con epitaffi

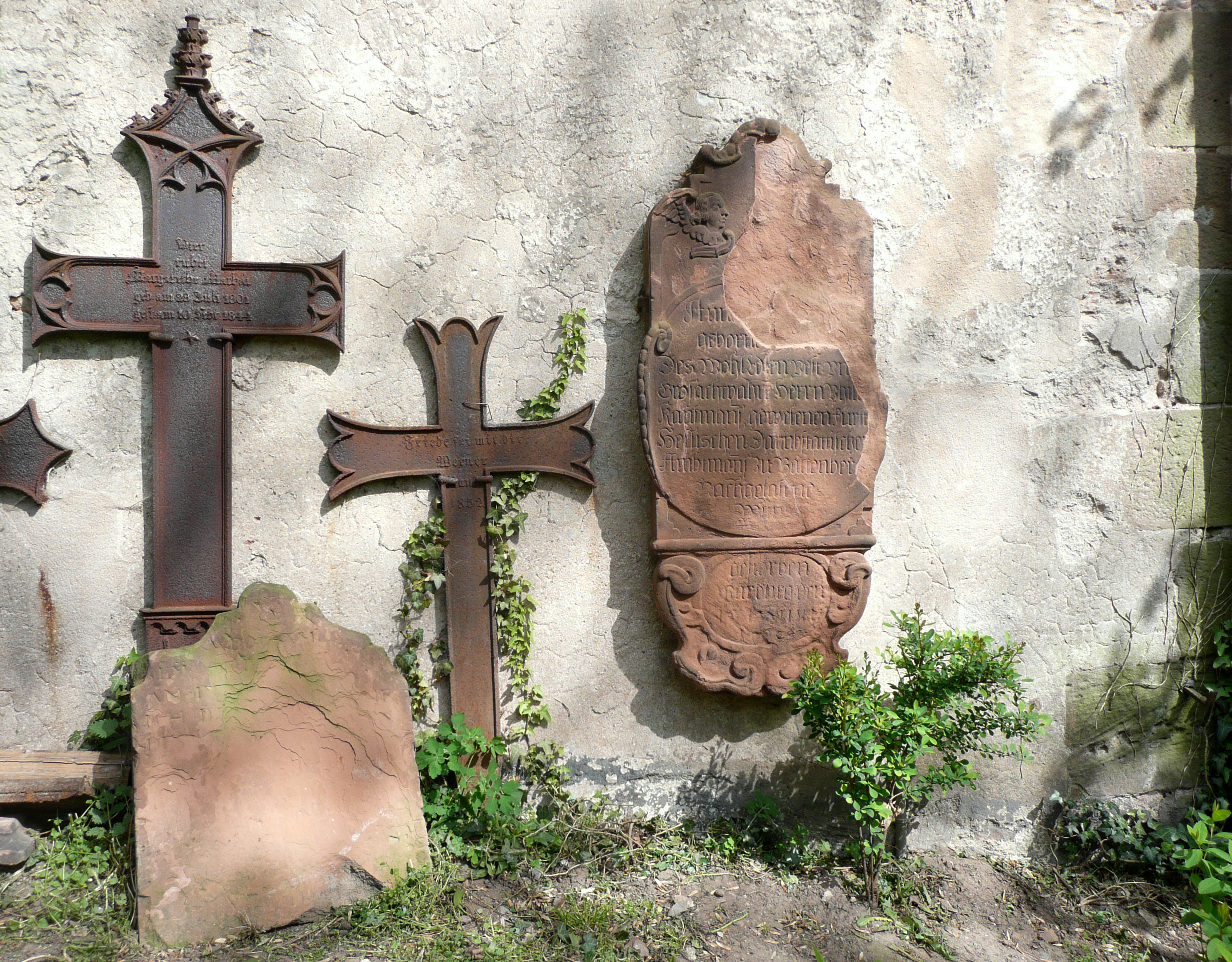
Le croci tombali sulla parete ovest

I pellegrini furono sepolti nel piccolo cimitero che circonda la cappella fino al 1530, seguiti dagli abitanti di Marburgo. Il cimitero fu utilizzato fino al 1888. Le lapidi e le lastre più antiche, alcune delle quali conservate ancora oggi, risalgono al 1566. Fino alla Riforma, vi venivano sepolti i pellegrini morti a Marburgo, i pazienti dell'ospedale e i membri dell'Ordine Teutonico. Molti dei pellegrini che vi furono sepolti, morirono per malattie per le quali avevano visitato la tomba di Santa Elisabetta. Queste lapidi furono rimosse nel 1535 e utilizzate per costruire il pozzo dei monaci di Marburgo. L'uso continuato del cimitero dal XVI al XIX secolo può essere visto nell'uso di molti stili e forme diverse di lapidi; ci sono opere rinascimentali così come lapidi barocche e neoclassiche. Subito dopo lo scisma, molte vittime del sudore inglese e della dissenteria rossa furono sepolte qui, poiché gli altri cimiteri di Marburgo erano sovraffollati. Il cimitero fu infine chiuso nel 1865/7 (con alcune eccezioni negli anni successivi).

## Accoglienza artistica
Nonostante la sua posizione all'"ombra" della chiesa di Santa Elisabetta, la Cappella di San Michele è presente nelle rappresentazioni di Marburgo, soprattutto del XIX secolo, ma anche singolarmente in diverse opere. Uno dei primi esempi è il quadro Marburgo da nord-ovest con la chiesa di Santa Elisabetta e il castello del pittore romantico Domenico Quaglio, datato al 1828. L'immagine mostra una rappresentazione altamente romanzata di Marburgo, con un castello torreggiante al centro del quadro, la Chiesa di Santa Elisabetta a sinistra e la Cappella di San Michele a destra. La cappella spicca qui più chiaramente che nel paesaggio urbano odierno (e anche in quello precedente), il che ne sottolinea l'importanza. Il quadro è ora esposto nel castello di Marburgo.
Si conoscono anche due vedute della cappella realizzate dall'illustratore e grafico Otto Ubbelohde, nato a Marburgo: una stampa del 1887 mostra la cappella nel mezzo di un cimitero molto degradato. I gradini che portano alla cappella sono anch'essi fatiscenti, il tutto messo in scena come un paesaggio idilliaco e tranquillo. Anche la seconda opera, un disegno del 1917, mostra la Cappella di San Michele con dei bambini che giocano davanti ad essa. Nonostante l'idealizzazione delle rappresentazioni, il degrado della cappella in questo periodo è chiaramente visibile.

## Uso odierno della cappella
La cappella non è aperta al pubblico. Tuttavia, vi si svolgono numerosi altri eventi, come funzioni per bambini, battesimi, matrimoni e concerti. La Cappella di San Michele appartiene alla parrocchia protestante della Chiesa di Santa Elisabetta in Marburgo, come parte del distretto ecclesiastico locale.

## Ulteriori dettagli storici
La cappella è stata più volte associata a un sermone di Martin Lutero; non ci sono prove di ciò, né è possibile dire se i resti di Elisabetta di Turingia siano stati risepolti nel cimitero della cappella sotto il langravio Filippo I I resti di Elisabetta non sono oggi rintracciabili, ma vi sono in molte parti reliquie ampiamente associate alla sua figura.
Nel 1888, nel cimitero fu sepolto anche il teologo marburghese Ernst Ranke, fratello dello storico Leopold von Ranke.